# Међународни дан лета човека у свемир
Међународни дан лета човека у свемир обележава се 12. априла у част годишњице првог људског лета у свемир који је извео совјетски космонаут Јуриј Гагарин.
Лет је изведен у свемирској летилици Восток 1 и трајао је 108 минута.
Међународни дан лета човека у свемир је проглашен на 65. заседању Генералне скупштине Уједињених нација 7. априла 2011. године, неколико дана пре 50. годишњице овог лета.

## Резолуција
Међународни дан лета човека у свемир усвојен је резолуцијом A/65/L.67 и Add.1. У њој наводи да овај дан симболизује мирну сарадњу држава у истраживању свемира који припада свим људима. Као свху проглашења овог празника, Генерална скупштина ОУН-а наводи знак почетка космичке ере за човечанство, потврђујући важан допринос космичке науке и технологије у постигању циљева одрживог развоја и повећању благостања држава и народа, као и обезбеђивање остваривања њиховог стремљења да задрже свемир за мирне сврхе.

## Обележавање
Празник се углавном обележава организовањем едукативних активности везаних за промоцију астрономије, и сећања на прве људске кораке при истраживању свемира. У Русији и осталим земљама бившег СССР-а, Међународни дан лета човека у свемир се поклапа са совјетским празником Дан космонаутике, који се обележава у неким од ових земаља.